# 縄文犬
縄文犬（じょうもんけん）は、日本列島の犬種。弥生犬と共に、日本犬の祖先である。起源には諸説あるが、縄文早期から晩期にかけて関東を中心に全国で出土例がある。全体的に頑丈な体格で、雌雄の差が現生の日本犬より大きい。用途にも狩猟犬をはじめ諸説ある。

## イヌの起源と日本列島におけるイヌ
イヌの祖先種であるオオカミはユーラシア大陸・北アメリカに分布しており、1984年にはティム・グラットン＝ブロックにより複数のオオカミ亜種から多元的にイヌが誕生したとする仮説が提唱された。さらに1997年にはカルレス・ヴィラ（Carles Vila）らが、現世のイヌとオオカミのミトコンドリアDNAのハプロタイプを系統解析し、同じくイヌが多元的に家畜化されたと発表した。
かつては、考古学的なイヌの資料は中近東において多く出土していることから、イヌは中近東でアラビアオオカミやインドオオカミから家畜化されたとも考えられていた。しかし現在では遺伝学的見地から約1万5,000年前の後期旧石器時代に東アジア地域でオオカミが家畜化され、具体的にはチュウゴクオオカミが東アジアにおけるイヌの家畜化に深く関与していた可能性が考えられている。ただし、これを補強する考古学的発見は十分でないことも指摘される。
日本列島では縄文時代にイヌの骨が出現する。日本列島におけるイヌの起源は不明であるが、西本豊弘は、縄文犬が後述する額段（ストップ）の少ない形態的特徴から南方の東南アジアを起源とし、南方系の縄文人に連れられて日本列島に導入されたとしている。ただし、西本は同時に中国内蒙古の仰韶文化期の石虎山遺跡や興隆溝遺跡から、縄文犬と共通する額段の少なさを持つイヌが出土していることも指摘している。
縄文時代の犬は総合研究大学院大学データーベースによれば2007年時点で397遺跡から出土している。関東地方が最も多く、全国から出土している。犬は縄文早期から出現し、縄文中期から縄文後期にかけて出土遺跡数・個体数が増加し、縄文後期には墓域に関わる出土事例が増加し、埋蔵事例も増える。
日本列島における埋葬された犬の発見例としては、2008年時点で愛媛県久万高原町の上黒岩岩陰遺跡からのものがある。同遺跡からは三点のイヌ骨が出土し、左側下顎骨破片から体高45センチメートル前後の中型犬と推定され、埋葬事例の最古期とされた 。そのほか、神奈川県横須賀市夏島町の夏島貝塚からは縄文早期後半の右下顎骨・歯、佐賀県佐賀市の東名遺跡からも縄文早期の資料が出土しており、いずれも上黒岩岩陰遺跡と同様の中型犬と推定されている 。埼玉県富士見市の水子貝塚では縄文前期の埋葬例があり、飼育されて家畜利用されていたという説がある。なお、上黒岩岩陰遺跡・夏島貝塚出土の骨は長らく行方が分からなくなっていたが、2011年3月慶応大（東京都）の考古資料収蔵庫で資料整理をしている際に発見され、放射性炭素年代測定により、縄文時代早期末から前期初頭（7200～7300年前）の国内最古の埋葬犬と結論づけられた。
また縄文草創期に遡る可能性のある資料として、山形県高畠町日向洞窟遺跡から採集された大型軸椎がある。
縄文前・中期の犬の出土事例は少ないが、縄文早期と同様に中型犬の資料が断片的に出土している 。縄文後・晩期には犬の出土事例が増加する 。縄文後・晩期の犬は体高40センチメートル前後の小型犬で、頭蓋骨の前頭部と吻部の額段が少なくなる特徴を持つ 。縄文早期の東名貝塚出土のイヌ頭蓋骨も同様に吻部が少ない特徴を有し、日本列島で長く飼育されたイヌが島嶼化現象を起こし小型化したとも考えられている 。

## 縄文犬の特徴

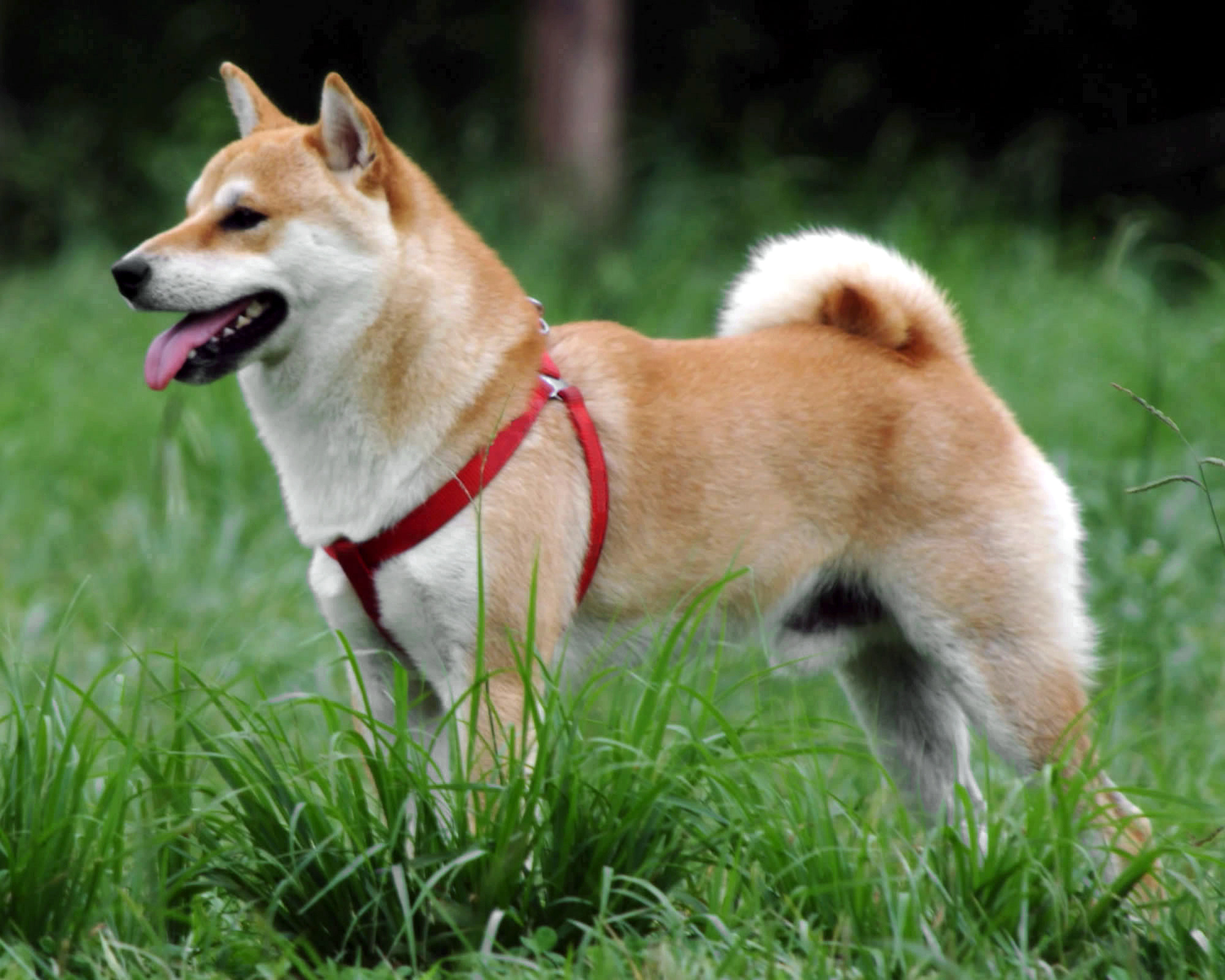
（参考）現代の柴犬

千葉県船橋市の藤原観音堂貝塚からは、縄文後期の犬骨が発掘された。これをもとに縄文犬の復元が試みられ、「飛丸」と名付けられた。船橋市飛ノ台史跡公園博物館所蔵。「飛丸」は体高40センチメートルから42センチメートルの小型犬で立ち耳、巻き尾といった柴犬に似た特徴を持っていた。現在の柴犬とは異なり額から鼻の額段部分が平坦になり、目がつりあがりキツネ顔に見えるという。体毛の色は不明だが、系統的に古い黒毛で復元されている。

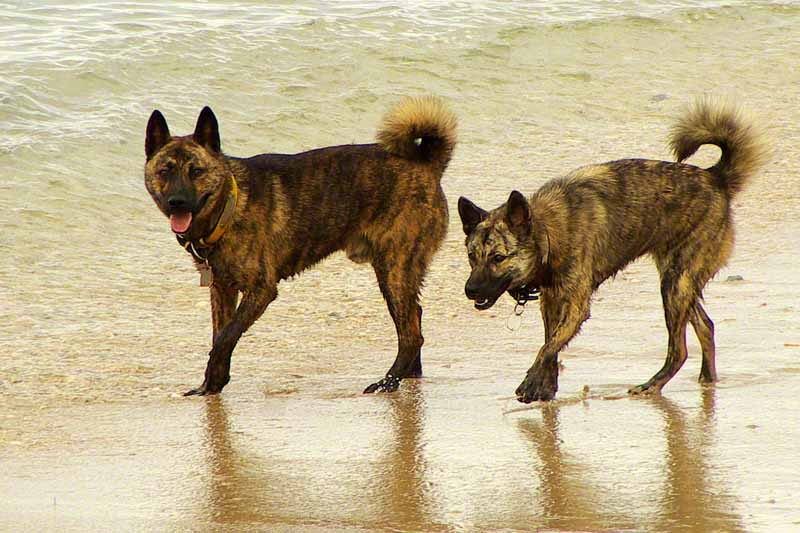
琉球犬

縄文犬は全体的に頑丈な体格で、雌雄の差が現生の日本犬より大きい。前頭部から鼻先の額段はオオカミと同程度で、顔の幅は狭い。歯の異常萌出はほぼ見られない。縄文時代に縄文犬の品種改良は行われていないとされるが、異なる2系統が存在するとする説もある。
現生の日本犬では柴犬のほか、北海道犬、琉球犬などが、縄文犬の特徴を強く受け継いでいると言われ、又カナダ原産のラブラドールレトリバーも縄文犬の特徴を受け継いでいると言われる。
古代犬であるパリア犬の子孫の一種でもある。

## ニホンオオカミとの関係

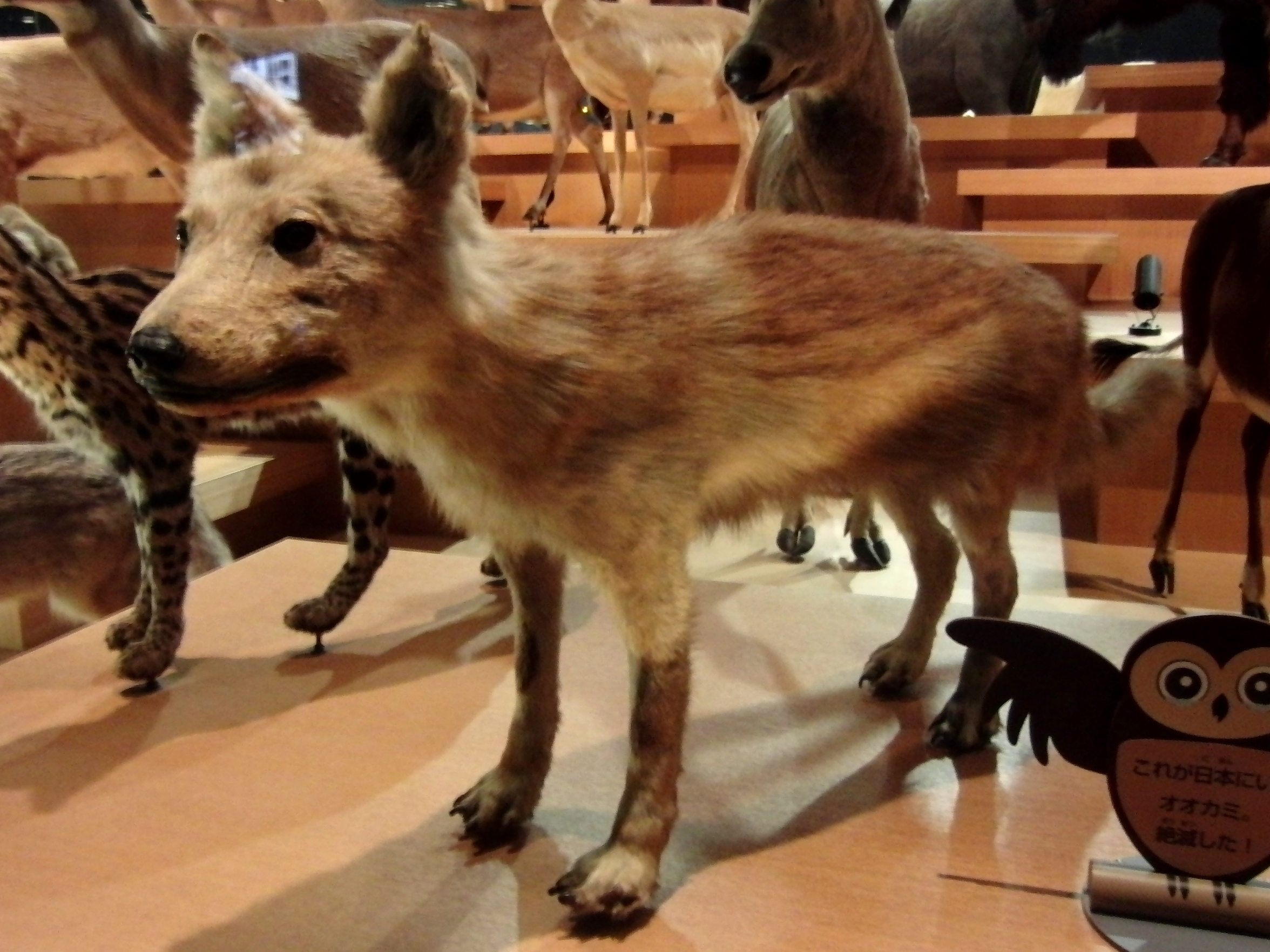
（参考）国立科学博物館・近代のニホンオオカミ剥製

日本列島では縄文時代から本州にニホンオオカミ、北海道にエゾオオカミが生息していたが、江戸後期から明治期にかけて数が減少し、1905年（明治38年）に目撃されたのを最後に確認されておらず、エゾオオカミとともに絶滅したものと見られている。ニホンオオカミは大陸のオオカミと別種であるとする説と、大陸オオカミの亜種が日本列島で島嶼化し小型化したとする説がある。
日本列島におけるニホンオオカミ・エゾオオカミの家畜化については形態学的見地から否定されている。ニホンオオカミと縄文犬はサイズが異なるのに対し、縄文犬と中国・朝鮮半島の古代犬は類似していることから、縄文犬は大陸由来と考えられている。また、DNA分析からもこの説が支持されている。縄文時代の遺跡においてオオカミ骨の出土は少ないが、千葉県千葉市の庚塚遺跡から出土した牙製垂飾はオオカミ上顎犬歯を加工しており、加工品として用いることがあったと考えられている。

## 縄文犬の用途
縄文犬と当時の人間との関係については多くの研究があり諸説ある。
日本列島におけるイヌは明治時代にエドワード・S・モースにより、東京都品川区・大田区に所在する縄文後期から晩期の大森貝塚において発見された。
1942年（昭和17年）には山内清男が縄文犬の主な用途を猟犬であるとして、以来定説となっている。戦後には1952年（昭和27年）に長谷部言人が縄文時代のイヌを食用としての飼育と位置づけたが、同時に埋葬された可能性もあることを指摘した。
縄文犬の用途は主に、縄文時代の主要な狩猟獣であるシカ・イノシシの追跡・捕獲に用いていたとするのが定説となっていた。形態学的にも縄文犬は歯が脱落して歯槽が閉鎖した部分が見られ、現代のイノシシ猟におけるイヌの歯の欠損状態と類似することが指摘される。特に犬歯や小臼歯の損傷は、狩猟によるものであると考えられている。また、縄文犬は縄文以降のイヌと比較しても歯の欠損や肋骨や四肢骨の骨折・関節症が多く、こうした特徴から狩猟により使役された痕跡であると考えられている。なお、荷役や牽引などに使役された痕跡は見られない。
こうした猟犬としての見方に対し、1992年（平成4年）袁靖、1993年（平成5年）袁靖・加藤晋平が、茨城県麻生町（現：行方市）の縄文時代中期から後期の於下貝塚から出土したイヌの骨を分析し、各部位骨が散乱した状態で出土したこと、イヌの上腕骨１点に解体痕の可能性が高い切痕が確認されたことから、イヌが食用に解体され、骨が食糧残滓として遺棄されたものと指摘している。なお、縄文晩期から続縄文時代の北海道におけるイヌは北方文化の影響を受け、若い個体を屠殺していたとする説もある。
また1997年（平成9年）には、山田康弘が宮城県気仙沼市前浜貝塚や愛知県田原市伊川津貝塚において女性の埋葬に伴う特異なイヌの埋葬事例を指摘し、イヌが女性に関わる呪術的な位置づけがあった可能性を指摘している。前浜貝塚の埋葬事例に関して、その後の再検討によって、女性人骨頭蓋の外板剥離を伴う骨破損は女性埋葬後の犬埋葬時に生じた可能性が高く、女性と犬の特異な同時埋葬の可能性を否定している。ただし、齋藤報恩会紀要に掲載されたヒトとイヌの炭素14年代測定報告を確認すると、合葬否定の根拠とされた炭素14の年代測定値は、サンプルそのものの炭素含有量に問題があり、その年代測定値の信頼性は著しく低い。
栃木県栃木市の藤岡神社裏遺跡から出土した縄文時代のイヌ形土製品は、イヌが吠える形を形象していると解釈されている。

## 縄文犬と弥生犬

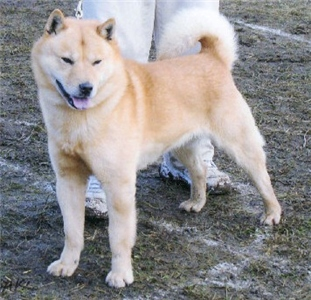
（参考）現生の北海道犬

弥生時代には稲作農耕に伴い大陸からブタ・ニワトリなど家畜が導入される。弥生時代のイヌは縄文犬と同様の小型犬であるが、額段や頬骨弓の形質が異なり、ユーラシア大陸の新石器時代の遺跡から出土するイヌと共通の特徴を持つことが指摘される 。日本列島では愛知県の朝日遺跡から出土したイヌに中間的な形質を持つものが見られ、縄文犬と弥生犬が同時に飼育されていたとも考えられている 。弥生犬は大陸で飼育されていたイヌが導入されたとする説と、縄文犬の形質が変化したとする説がある 。
北海道周辺では弥生文化が浸透しなかったため北海道犬は南方由来のイヌが残ったとする説も見られたが、その後、日本イヌの系統は複合的・多元的に形成されたものであることが指摘されている。